# 生物統計學
生物統計學(英語：Biostatistics)（有时也称生物计量學）是统计学的原理和方法在生物学研究中的应用，是一门应用数学，最常见的是应用于医学。

## 目的
在生物学、医学、农学等的研究中，合理地进行调查或实验设计，科学地整理、分析收集得来的资料，是生物统计的根本任务。

## 方法
生物统计从下面这些领域获得定量方法：
- 统计学
- 运筹学
- 经济学

更一般的还有
- 数学

生物统计通过研究样本来了解总体，用样本的统计量来估计总体的参数。

## 应用
生物统计被应用到下面这些领域的研究问题中：
- 公共卫生，包括流行病学、 营养学 和环境卫生学
- 基因组学和族群遗传学
- 医学
- 生态学
- 生物检定法
- 农学

因为生物学和医学研究的问题很多，生物统计学把它的领域范围扩大到包括所有用于回答这些问题的定量的而不只是统计的模型，临床试验的设计和分析是统计在医学上最被公众所知的应用，统计学方法也开始综合到生物信息学和醫學信息學中。

## 書籍、影片

### 書籍
- 明道绪. . 北京: 中国农业出版社. 2002年. ISBN 978-7-109-07551-1.
- 基礎生物統計學Basic Statistics for the Health Sciences（5E）作者： Jan W. Kuzma、Stephen E. Bohnenblust新功能介紹譯者：李采娟、梁文敏、李佳霙、張玉君 （页面存档备份，存于）
- 生物統計學（含SPSS使用說明）（2版）生物統計學（含SPSS使用說明）（2版）作者： 史麗珠  出版社：華杏 （页面存档备份，存于）
- 生物統計學（第九版）生物統計學（第九版）作者： 楊惠齡, 林明德 出版社：新文京 （页面存档备份，存于）

### 影片
- 《國立中山大學開放式課程》生物統計學(李玉玲老師) （页面存档备份，存于）